# Borne (Sajonia-Anhalt)
Borne es un municipio situado en el distrito de Salzland, en el estado federado de Sajonia-Anhalt (Alemania), a una altitud de 90 metros. Su población a finales de 2015 era de unos 1250 habitantes y su densidad poblacional, 80 hab/km².